# Letališče Savonlinna
Letališče Savonlinna (IATA: SVL; ICAO: EFSA) je letališče na Finskem, ki primarno oskrbuje Savolinno.